# Наблюдение за спутниками

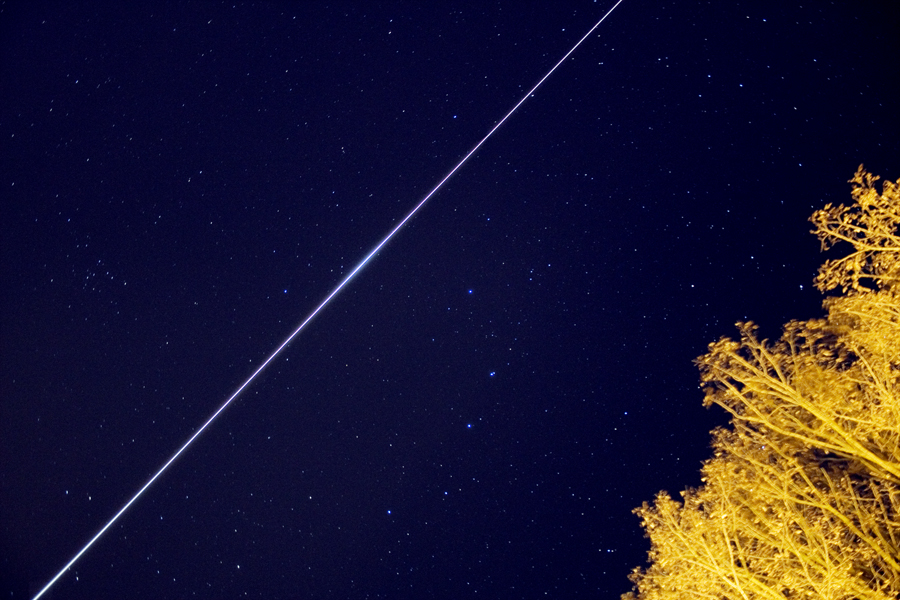
Небесный путь длительной экспозиции Международной космической станции

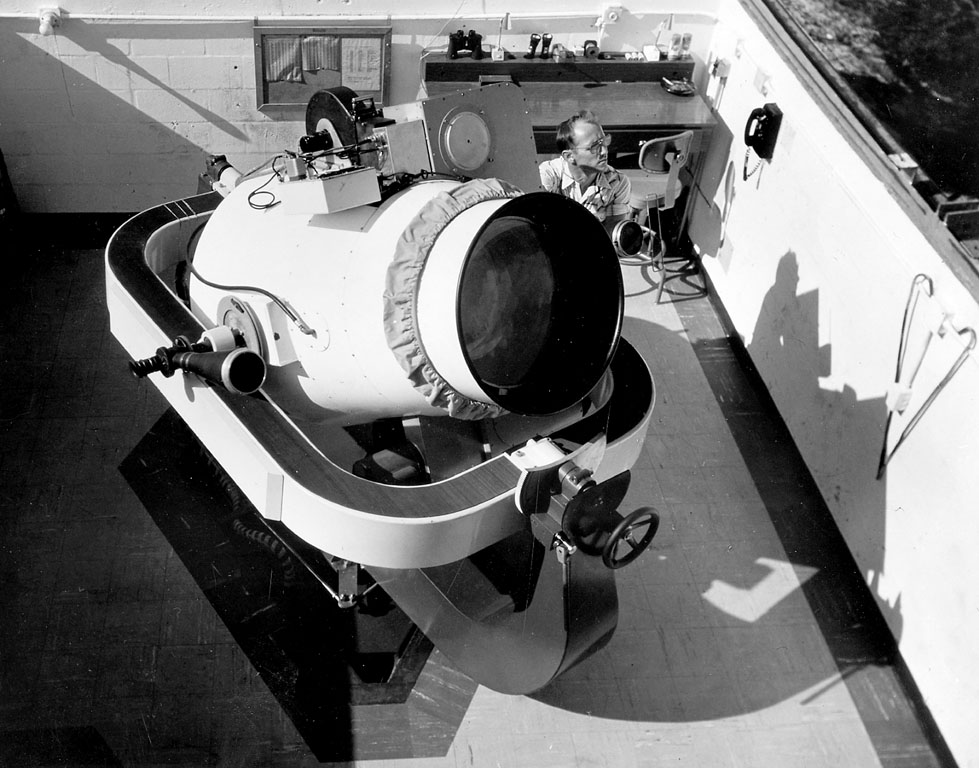
Камера слежения за спутниками Бейкер-Нанн

Наблюдение за спутниками или спутниковое наблюдение — хобби, состоящее из наблюдения и слежения за искусственными спутниками, которые вращаются вокруг Земли. Людей с таким хобби по-разному называют спутниковыми наблюдателями, трекерами, споттерами, наблюдателями и т. д. Поскольку спутники вне тени Земли отражают солнечный свет, особенно на низкой околоземной орбите, могут заметно блестеть (или «вспыхивать»), когда они проходят через небо наблюдателя, обычно в сумерках.

## Обзор
Любительское обнаружение спутников начинается с времен ранних искусственных спутников, когда Смитсоновская астрофизическая обсерватория запустила программу «Лунного стража» (1956), чтобы привлекать астрономов-любителей к отслеживанию советских спутников, по аналогии с программой времен Второй мировой войны по обнаружению вражеских бомбардировщиков. Лунный страж имел значение, пока профессиональные станции не были развернуты в 1958 году. Программа была прекращена в 1975 году.
Существует много компьютерных программ и планетариев для отслеживания спутников. В последнее время, в сочетании с развитием технологий дополненной реальности, были разработаны мобильные программы спутникового наблюдения. На 64-м Международном конгрессе астронавтики 2013 года в Пекине был представлен гражданский научный метод отслеживания сигналов спутниковых маяков с помощью распределенной сети наземных станций (DGSN). Целью этой сети является поддержка небольших спутников и кубсатов.
В феврале 2008 года на первой полосе «Нью-Йорк Таймс» была размещена статья о наблюдателе-любителе Теде Молчане в связи с новостями о падении американского спутника-шпиона USA-193. Американские чиновники неохотно предоставляли информацию о спутнике. Тед Молчан, как говорится в статье, «раскрывает один из самых дорогих государственных секретов и делится ими в Интернете». Молчан участвует в группе других наблюдателей, которые создали «сеть любителей-наблюдателей за спутниками», которые сосредоточены на «обнаружении секретных спутников запущенных США, Россией и Китаем, для сбора разведывательных данных».
До 2008 года Орбитальная информационная группа НАСА предоставляла бесплатную информацию о более чем 10 тыс. объектов на орбите Земли. Недавно это стало угрозой безопасности. В 2008 была запущена программа по замене сайта НАСА сайтом ВВС США с более ограниченным доступом. Практика вооруженных сил России, Китая и США по шифрованию своих спутниковых орбитальных данных компенсируется деятельностью спутниковых наблюдателей, которым требуется только невооруженное зрение и обмен данными с другими, чтобы точно определить орбиты многих военных спутников.

## Спутники
Наблюдение за спутниками обычно осуществляется невооруженным глазом или с помощью бинокля, поскольку большинство спутников на низкой околоземной орбите движутся слишком быстро, чтобы их можно было легко отслеживать с помощью телескопа. Именно это движение делает их относительно легкоразличимыми. Как и при любом другом наблюдении за небом, чем темнее небо, тем лучше, поэтому спутники лучше наблюдать вдали от загрязненных светом городских районов. Поскольку геостационарные спутники не перемещаются относительно наблюдателя, их может быть трудно найти, поэтому их обычно не ищут при наблюдении за спутниками.
Хотя с точки зрения наблюдателя спутники движутся по низким околоземным орбитам примерно с той же угловой скоростью, что и воздушные суда, отдельные спутники могут быть быстрее или медленнее; они не все движутся с одинаковой скоростью. Их можно отличить от самолётов, потому что спутники не оставляют следов. Они освещаются исключительно отражением солнечного света от солнечных панелей или других поверхностей. Яркость спутника иногда меняется при движении по небу. Время от времени спутник «вспыхивает», когда его ориентация изменяется относительно зрителя, внезапно увеличивая отражательную способность. Поскольку для наблюдения за спутниками необходим отраженный солнечный свет, наилучшее время просмотра — несколько часов сразу после заката и несколько часов до рассвета. Учитывая количество спутников, находящихся сейчас на орбите, каждые 15 минут можно увидеть минимум один спутник.

## Клубы наблюдателей за спутниками
Есть много клубов наблюдателей за спутниками, которые выдают награды за наблюдения в соответствии с различными правилами.
- Астрономическая лига имеет Клуб наблюдателей спутников Земли[11].
- SeeSat-L — это интернет-список любительской группы наблюдателей, которая занимается поиском военных спутников разведки США, России и Китая. Многие из этих спутников «видны невооруженным глазом и требуют только обмена данными, чтобы точно определить»[6][7].